# Джеррі Ешворт
Джеральд Говард Ешворт (англ. Gerald Howard Ashworth; нар. 1 травня 1942) — американський легкоатлет, який спеціалізувався в бігу на короткі дистанції.

## Із життєпису
Олімпійський чемпіон в естафеті 4×100 метрів (1964).
Ексрекордсмен світу в естафеті 4×100 метрів.
Чемпіон Маккабіади в естафеті 4×100 метрів у складі збірної США (1965).

## Основні міжнародні виступи
| Рік  | Змагання         | Місто     | Місце | Дисципліна | Примітки         |
| ---- | ---------------- | --------- | ----- | ---------- | ---------------- |
| 1964 | Олімпійські ігри | Токіо     | 1     | 4×100 м    | Відео на YouTube |
| 1965 | Маккабіада       | Тель-Авів | 1     | 4×100 м    |                  |

## Визнання
- Член Міжнародної зали слави єврейського спорту (2011)[1]